# Farfantepenaeus paulensis
Farfantepenaeus paulensis är en kräftdjursart som först beskrevs av Pérez Farfante 1967.  Farfantepenaeus paulensis ingår i släktet Farfantepenaeus och familjen Penaeidae. Inga underarter finns listade i Catalogue of Life.

## Bildgalleri

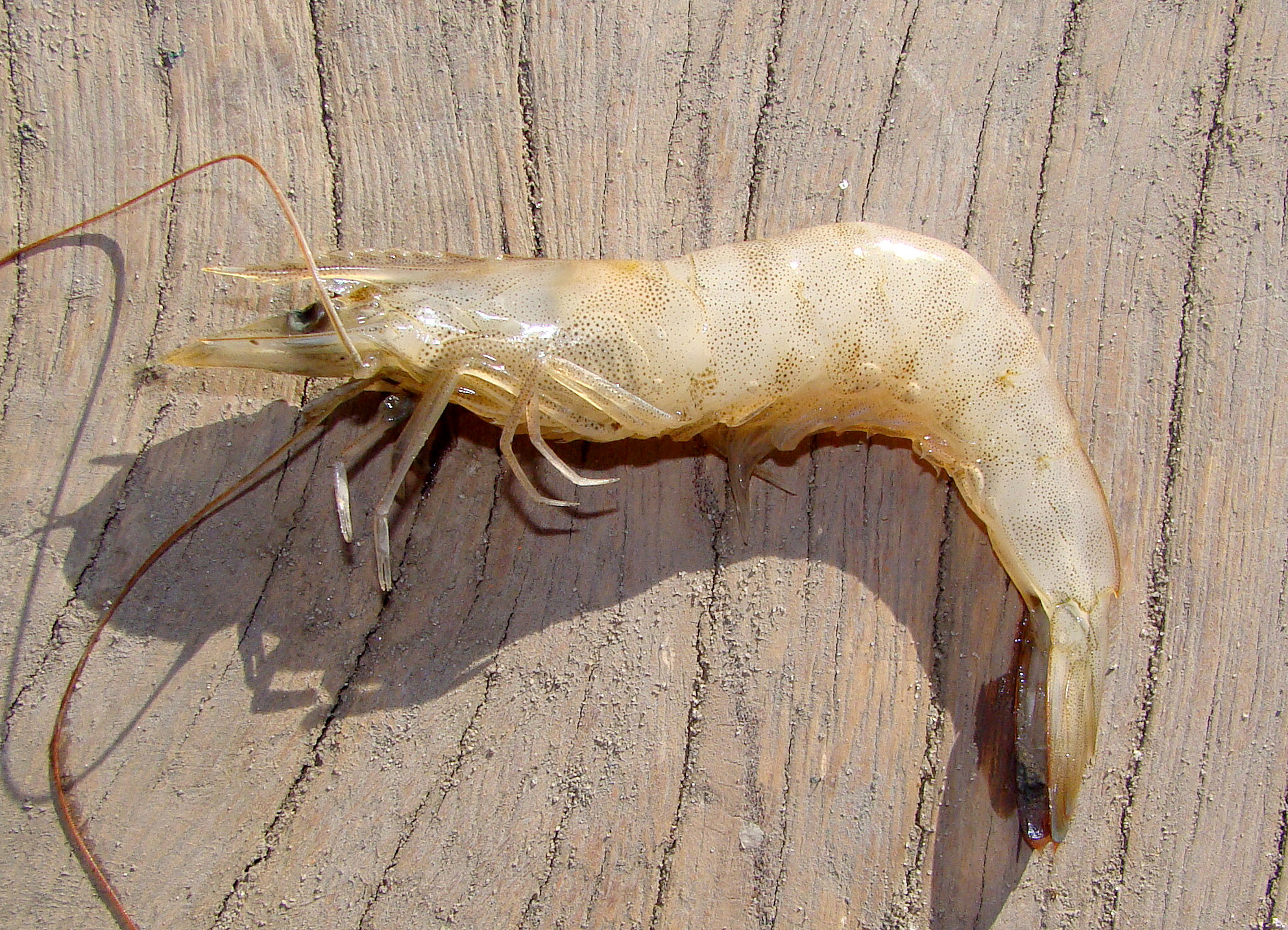